# Staustufe Heilbronn
Die Staustufe Heilbronn ist eine Flussstaustufe im Neckar. Sie besteht aus einer Doppelschleuse, einem Wasserkraftwerk und einem dreifeldrigen Wehr mit zwei Versenkschützen und einem Rollschütz.

Die Schleuse von Süden

## Lage
Die Staustufe Heilbronn ist vom Rhein aus gesehen die zwölfte Anlage ihrer Art.